# Habronattus borealis
Habronattus borealis là một loài nhện trong họ Salticidae.
Loài này thuộc chi Habronattus. Habronattus borealis được Richard C. Banks miêu tả năm 1895.